# 9696 Jaffe
9696 Jaffe è un asteroide della fascia principale. Scoperto nel 1960, presenta un'orbita caratterizzata da un semiasse maggiore pari a 2,4299028 UA e da un'eccentricità di 0,1882264, inclinata di 1,28467° rispetto all'eclittica.